# Raoul Saint-Yves
Raoul Saint-Yves, né Raoul Sampognaro le 20 mai 1921 à Paris et mort le 23 octobre 2008 au Coudray, est un acteur et un chanteur français.

## Biographie
Dans les années 1950 Raoul Saint-Yves est chanteur, dans un registre plutôt humoristique. Il se produit dans des cabarets renommés, comme le Liberty's, sous le nom de Raoul "le garçon de café chantant".
Amateur de jazz, il devient ensuite directeur du cabaret le Bilboquet. En juillet 1968, Eddie Barclay et lui font venir à Paris Rhoda Scott, "l'organiste aux pieds nus", rencontrée à New York.
Le 3 octobre 1969, Raoul Saint-Yves épouse Rhoda Scott à l’église américaine de Paris. Ils auront deux enfants : Virgile et Eugénie.
De 1957 à 1973 il apparaît comme acteur dans plus de vingt films.

## Filmographie
- 1957 : Ni vu... ni connu..., d'Yves Robert
- 1957 : Le Temps des œufs durs, de Norbert Carbonnaux
- 1957 : Le Désordre et la Nuit, de Gilles Grangier
- 1961 : Le Monocle noir, de Georges Lautner
- 1961 : La Gamberge, de Norbert Carbonnaux
- 1962 : Les Ennemis, d'Édouard Molinaro
- 1962 : La Loi des hommes, de Charles Gérard
- 1962 : L'Abominable Homme des douanes, de Marc Allégret
- 1963 : Une ravissante idiote, d'Édouard Molinaro
- 1963 : À couteaux tirés, de Charles Gérard
- 1964 : Les Barbouzes, de Georges Lautner
- 1964 : Déclic et des claques, de Philippe Clair
- 1964 : Le Gendarme de Saint-Tropez de Jean Girault : Bishop, l'ivrogne à la fête des Boiselier
- 1965 : Galia, de Georges Lautner
- 1967 : L'Homme qui trahit la mafia, de Charles Gérard
- 1967 : Flammes sur l'Adriatique, d'Alexandre Astruc et Stjepan Cikes
- 1967 : Le Pacha, de Georges Lautner
- 1967 : Le Mois le plus beau, de Guy Blanc
- 1968 : L'Astragale, de Guy Casaril
- 1968 : Faut pas prendre les enfants du bon Dieu pour des canards sauvages, de Michel Audiard
- 1970 : Laisse aller... c'est une valse !, de Georges Lautner
- 1971 : HPW ou anatomie d'un faussaire d'Alain Boudet (réalisateur)
- 1973 : La Valise, de Georges Lautner

## Discographie
- Garde ton cœur Madeleine, décembre 1959 chez Barclay (ref. 70 298)